# Mohamed Chérif Taleb
Pour les articles homonymes, voir Mohammed Taleb (philosophe).
Taleb Mohamed Chérif, né en 1950 à Constantine, est un homme politique algérien, Président du Parti national pour la solidarité et le développement (PNSD) depuis 1994 (réélu en 1998 puis en 2003 et 2009). Le PNSD est considéré comme un mouvement politique centriste de tendance nationaliste démocrate prônant la troisième voie en matière économique.

## Biographie
Juriste de formation (universités de Constantine et d'Alger), il est de 1994 à 1997 membre du Conseil national de transition (CNT), l'instance légiférante algérienne. Puis membre du Conseil de la nation (chambre haute du parlement) de 1998 à 2004. Le PNSD décroche deux sièges à l'Assemblée populaire nationale (chambre basse) aux élections législatives de mai 2007, invalidées par la suite par le Conseil constitutionnel.
En 2012, le PNSD présente 48 listes électorales aux élections législatives du 10 mai, et réussit à décrocher quatre sièges de députés à l'Assemblée populaire nationale, dont une femme à Aïn Defla. La campagne électorale du PNSD, lors de ces législatives, a été l'occasion pour son leader Taleb Mohamed Chérif de défendre plusieurs propositions crédibles et originales de son parti relatives aux volets socio-économiques et politiques liées aux options de développement solidaire et durable de l'Algérie.